# PCCW
PCCW (Pacific Century Cyberworks) ist ein chinesisches Unternehmen mit Firmensitz in Hongkong. Das Unternehmen ist an der Hong Kong Stock Exchange notiert und war zeitweise im Aktienindex Hang Seng Index gelistet.
Das Unternehmen bietet Telekommunikations- und Internetdienstleistungen für seine Kunden in Hongkong und im benachbarten chinesischen Umland. Das Unternehmen wurde 1994 gegründet. PCCW wird von Richard Li geleitet, dem jüngsten Sohn des chinesischen Milliardärs und Unternehmers Li Ka-shing. Im August 2000 wurde das chinesische Unternehmen Hong Kong Telecom (ehemals Hong Kong Telephone Company, gegründet 1925) vom britischen Unternehmen Cable & Wireless erworben und in das Unternehmen PCCW einbezogen. PCCW verwendet als Marke bei seinen Internetdienstleistungen den Netvigator.